# 다닐 마르코프
다닐 예브게니예비치 마르코프(러시아어: Дании́л Евге́ньевич Ма́рков, 1976년 7월 30일~)는 러시아의 은퇴한 아이스하키 선수로 포지션은 수비수이다. 내셔널 하키 리그(NHL)의 토론토 메이플리프스, 피닉스 카이오티스, 캐롤라이나 허리케인스, 필라델피아 플라이어스, 내슈빌 프레더터스, 디트로이트 레드윙스 소속으로 활동했으며, NHL 통산 538경기에 출전하여 147득점을 기록했다.
국제 대회에 러시아 국가대표 선수로 활동하여 2002년 동계 올림픽에서 동메달을 획득했고, 2008년 세계 선수권 대회에서 우승을 차지했다.